# Colostethus pratti
Espèce
Synonymes
- Phyllobates pratti Boulenger, 1899

Statut de conservation UICN

 LC  : Préoccupation mineure
Colostethus pratti est une espèce d'amphibiens de la famille des Dendrobatidae.

## Répartition
Cette espèce se rencontre au Panama et en Colombie dans les départements de Chocó et d'Antioquia du niveau de la mer à 1 160 m d'altitude.

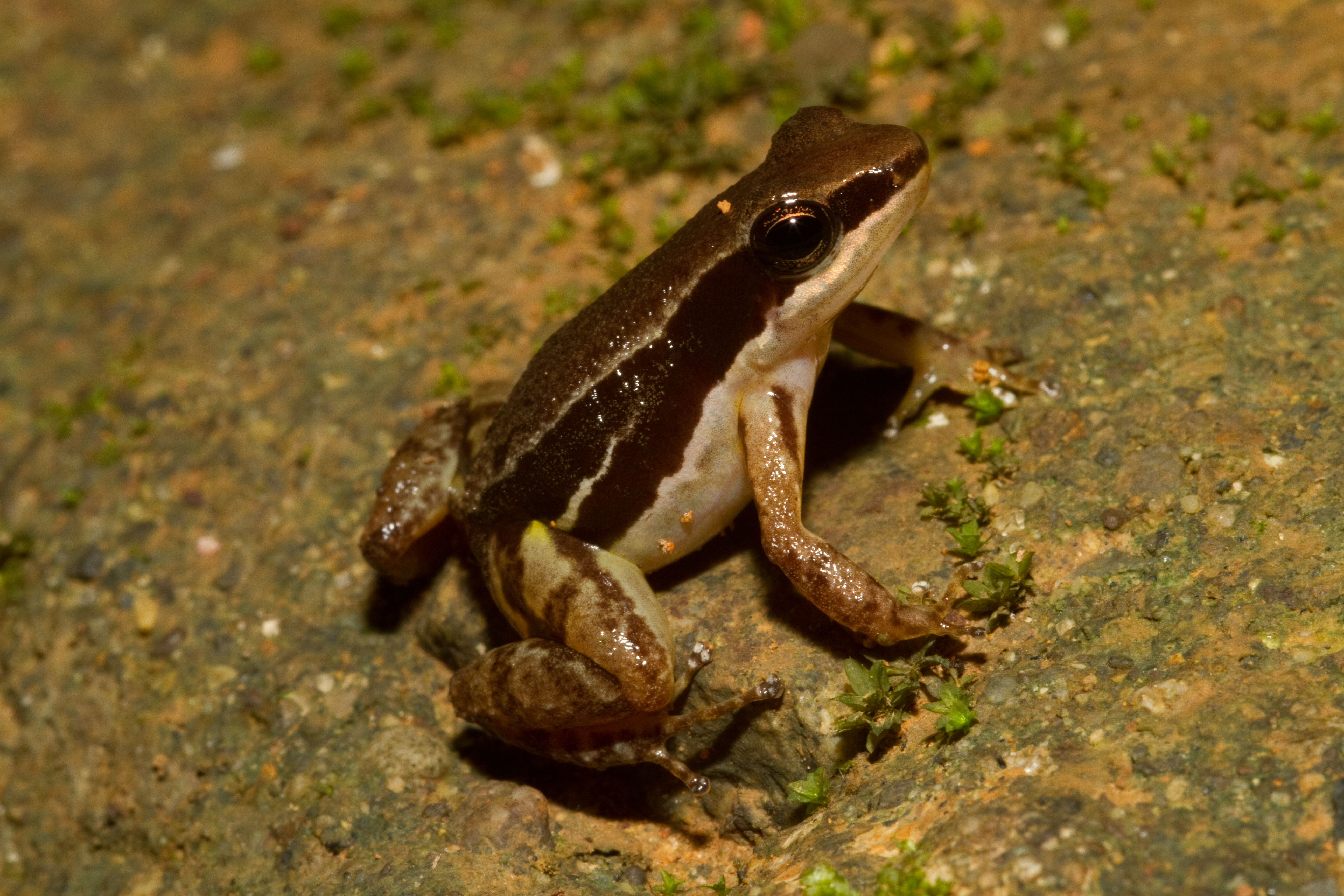
Colostethus pratti

## Étymologie
Cette espèce est nommée en l'honneur d'Antwerp Edgar Pratt.

## Publication originale
- Boulenger, 1899 : Descriptions of new Batrachians in the Collection of the British Museum (Natural History). Annals and Magazine of Natural History, sér. 7, vol. 3, p. 275-277 (texte intégral).